# أحمد صومار
أحمد صومار ، لاعب كرة قدم عماني سابق.
و قد كان يلعب مع منتخب عمان لكرة القدم.

## كأس الخليج 1979
و قد سجل هدف في مرمى منتخب البحرين لكرة القدم.

## مسيرته التدريبية
و سيدرب نادي بوشر في موسم 2007/2008.